# 佩拉斯特
佩拉斯特是蒙特內哥羅科托爾灣的一個歷史古鎮。佩拉斯特位於科托爾西北數公里處，靠近聖喬治岩和聖母岩。

## 歷史
據考古學家推測，佩拉斯特地區最早的居民點出現在新石器時代。這一地區還有伊利里亞人、羅馬人和早期基督教時期的遺跡。佩拉斯特由伊利里亞人創建，命名來自於當地的一個名為Pirusti的部落。1336年時，佩拉斯特所在地已經有一個小漁村。但是由於科托爾所有的重要戰略地位島嶼聖喬治岩就位於附近，因此佩拉斯特的發展非常緩慢。在威尼斯阿爾巴尼亞時期，佩拉斯特開始變得繁榮。1482年之後，由於土耳其控制了新海爾采格至里桑的海岸線，佩拉斯特在威尼斯的國境地區變得更加重要。隨著小村莊發展為城市，當地的居民也開始考慮擴建城市，修建了聖十字要塞和12座防禦塔。在成功的守衛戰之後（特別是在1654年的一場土耳其和威尼斯之間的戰役後），佩拉斯特開始使用一些政治和經濟特權。彼得·安德烈維奇·托爾斯泰在1698年曾從新海爾采格前往佩拉斯特。他記錄稱佩拉斯特的居民是克羅埃西亞人，城市中沒有東正教教堂，但附近村莊有希臘教堂。信仰東正教的塞爾維亞人居住在那些村莊。軍人們類似頓河哥薩克人。
佩拉斯特和威尼斯共和國之間也展開有自由貿易，並且在和亞德里亞海海盜的鬥爭中獲得威尼斯的支持。城市也因此得到發展。18世紀時，佩拉斯特已有19座巴洛克風格的宮殿。現在佩拉斯特仍然有18座教堂。由於這裡擁有一座高水準的航海學校，彼得一世曾從俄羅斯派遣水手在這裡留學。拿破崙在1797年戰勝威尼斯共和國時，佩拉斯特曾對威尼斯效忠數月，但最後加入拿破崙陣營。此後佩拉斯特和整個科托爾灣地區都轉入蕭條。此後科托爾灣先後經奧地利、義大利、法國統治，最後直到第一次世界大戰再次由奧匈帝國統治。1918年，佩拉斯特成為塞爾維亞人、克羅埃西亞人和斯洛維尼亞人王國的一部分。1941年，這裡又成為義大利卡塔羅省的一部分。1944年，佩拉斯特被共產黨游擊隊佔領，後成為南斯拉夫社會主義聯邦共和國加盟國之一蒙特內哥羅社會主義共和國的一部分。2006年後，隨著蒙特內哥羅獨立，佩拉斯特成為獨立蒙特內哥羅的一部分。

## 地理
佩拉斯特位於聖伊利亞山（海拔873米）山麓，地處分開里薩諾灣和科托爾灣的海岬上，俯瞰維里格海峽（科托爾灣的最狹窄處）。佩拉斯特的年均氣溫是18.3°C，年均天晴日數有240天。
佩拉斯特附近有兩個小島，一個是聖喬治岩（Sveti Đorđe），另一個是聖母岩（Gospa od Škrpjela）。兩個小島上都有一個小教堂。聖喬治岩上的教堂修建於17世紀，聖母岩的教堂則修建於1630年。聖母岩是亞德里亞海唯一的人工島，面積3,030平方米。聖母岩修建於1452年。兩名來自佩拉斯特的威尼斯水手在一座礁石上發現聖母瑪利亞畫像後在這裡修建了人工島。

## 文化
1654年的佩拉斯特戰役，當年佩拉斯特將勝利歸功於聖母瑪麗亞，之後每年5月15日會舉辦佩拉斯特聖母節。當日市民會在海中放置一只公雞，市民用槍射擊，以象徵當年戰勝鄂圖曼帝國。

## 人口
佩拉斯特人口中，121人是男性，148人是女性。民族比例如下：
| 民族（2011年普查） | 人數 | 比例   |
| ------------------ | ---- | ------ |
| 蒙特內哥羅人       | 128  | 47.58% |
| 塞爾維亞人         | 94   | 34.94% |
| 克羅埃西亞人       | 20   | 7.43%  |
| 其他               | 27   | 10.5%  |
| 資料來源：         |      |        |

## 外部連結
- Information about Perast （页面存档备份，存于）
- Bay of Kotor Perast Travel Guide （页面存档备份，存于）
- Perast Attractions （页面存档备份，存于）
- 黑山科托尔旅游局：佩拉斯特 （页面存档备份，存于）（简体中文）